# Torres del Bisbe
Torres del Bisbe és una entitat de població que pertany actualment al municipi de Graus. Va tenir ajuntament propi fins a l'any 1974.
El nom Torres dataria de l'època romana i referiria a una torre de vigilància a la carretera entre Astorga i Tarragona. Del segle VIII al segle xi, durant tres-cents anys hi ha hagut una presència arab important. Uns topònims indiquen l'existència d'una muralla avui desapareguda (Foramuro = fora de les muralles); les “portaleses” de Mariano, de Burrel i del Portal. És quasi segur que Ramir I d'Aragó va conquerir el poble el 1063. Amb el nom de Torres de l'Abat de Sant Victorià estava sota la jurisdicció de l'abadia de Sant Victorià d'Assan. El nom actual data del 1571, quan passà del bisbat de Lleida al Bisbat de Barbastre i el bisbe nou va instal·lar-hi la seva residència d'estiu. L'església romànica està dedicada a l'ascensió. Hi ha unes ermites interessants: la de Santa Anna, la de les Ventoses i la de Suferri. Al segle xix el poble va conèixer una certa industrialització amb set fàbriques d'aiguardent i una sederia. Durant la Guerra Civil Espanyola es trobava al camp republicà. Sota el franquisme i el desarrolisme va conèixer un èxode rural, principalment vers Catalunya. Més recentment, moltes cases antigues abandonades tornen a ser restaurades com a residència estiueig.
Torres del Bisbe està rodejat d'altres pobles petits: Jusseu i Aguinaliu al sud, Aler a l'est, Pueio de Marguillén a l'oest i el poble abandonat de Castarllenes al nord. El poble es troba sobre el barranc Sarron i a la dreta de la Ribera, i se situa al sud de la serra del castell de Llaguarres, que el separa de la vall de l'Isàvena. El pantà de Joaquim Costa atreu els estiuejants, aficionats d'esports aquàtics.
La seva llengua és de transició entre l'aragonès de Graus i el català de Benavarri, amb molts elements prop del català: no gaire, molto…, la pèrdua de la -r final de l'infinitiu, etc. Els seus habitants l'anomenen "xapurriau" i expliquen com s'ha anat perdent molt entre la gent jove des que es va perdre l'escola del poble i els nens i les nenes van anar a Graus a estudiar.

## Fill predilecte
- Andreu Burruel i Sopena, fotògraf